# Эквант

Эквант (жирная точка); ниже его — центр деферента (крестик) и Земля

Эква́нт (лат. punctum aequans; от aequo «уравниваю», досл.«точка уравнивания») — понятие, используемое в древних и средневековых теориях движения планет, в частности, в геоцентрической системе мира Птолемея. Согласно этим теориям, эквант — это некая точка, из которой движение планеты выглядит равномерным (откуда название), хотя и не совпадающая с геометрическим центром траектории планеты.

## Зодиакальное неравенство в движении Солнца, Луны и планет

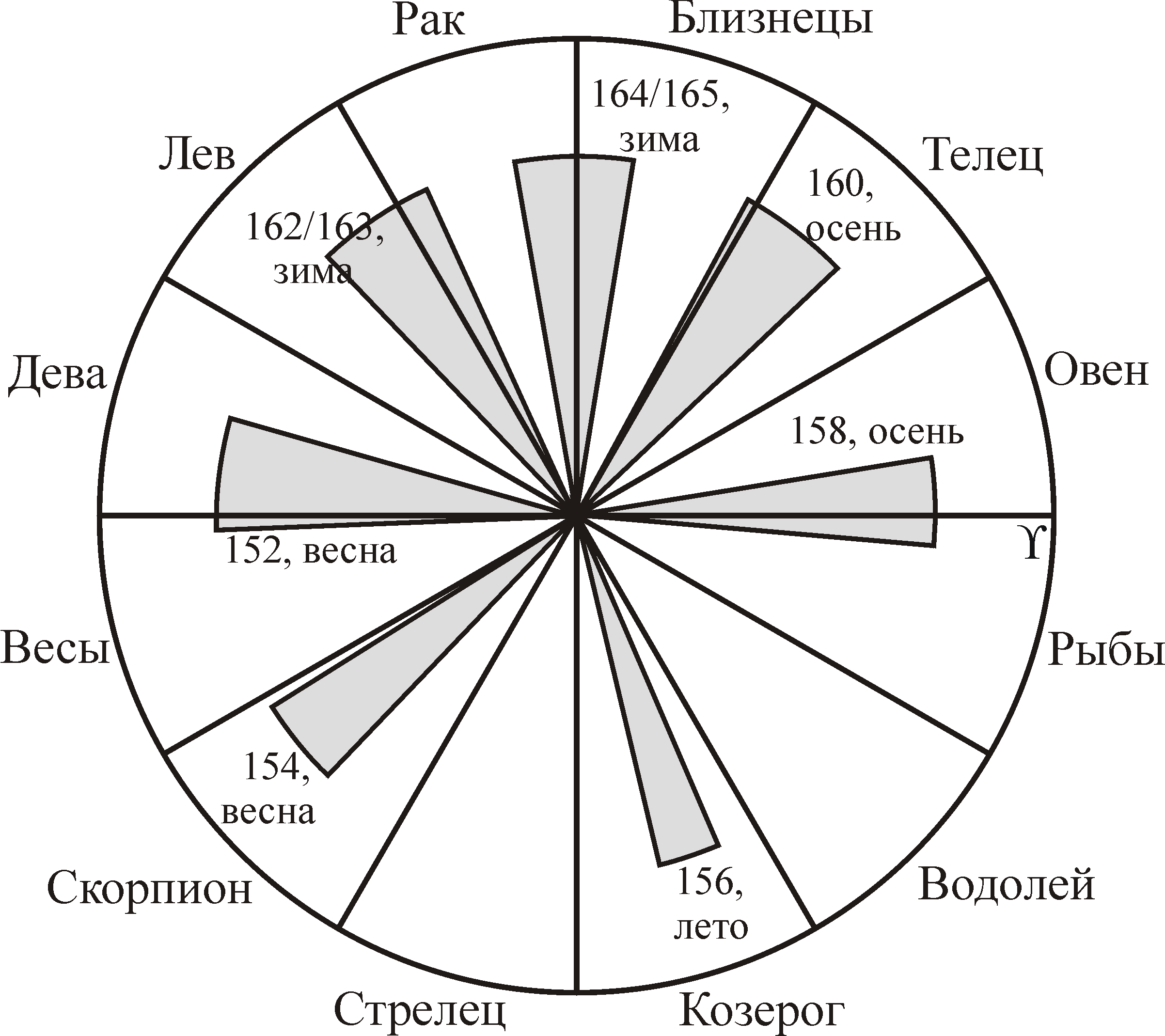
Дуги попятного движения Марса в эпоху Клавдия Птолемея (152—165 гг. н. э.)

Наблюдательным основанием для введения экванта в древние планетные теории является зодиакальное неравенство в движении небесных тел. У Солнца и Луны оно проявляется в неравномерности их движения по эклиптике (в случае Солнца следствием этого является неравенство времён года). У планет зодиакальное неравенство проявляется в том, что длины дуг попятного движения планеты и их угловое расстояние друг от друга зависят от того, на какой знак зодиака они приходятся. Это неравенство наиболее заметно у Марса: в тех знаках зодиака, в которых продолжительность попятных движений является наименьшей, точки на небе, соответствующие середине попятных движений (приближенно совпадающие с противостояниями планет), оказываются разнесенными на наибольшее расстояние друг от друга.
Согласно современной теории движения планет, зодиакальное неравенство вызывается тем, что движение планет (в том числе Земли) является неравномерным и происходит не по кругу, а по эллипсу (II и I законы Кеплера, соответственно). Однако если эксцентриситет орбиты планеты очень мал, то форма её орбиты неотличима от окружности, а скорость движения планеты по орбите практически не отличается от рассчитываемой на основании теории экванта.

## Птолемеева теория бисекции эксцентриситета

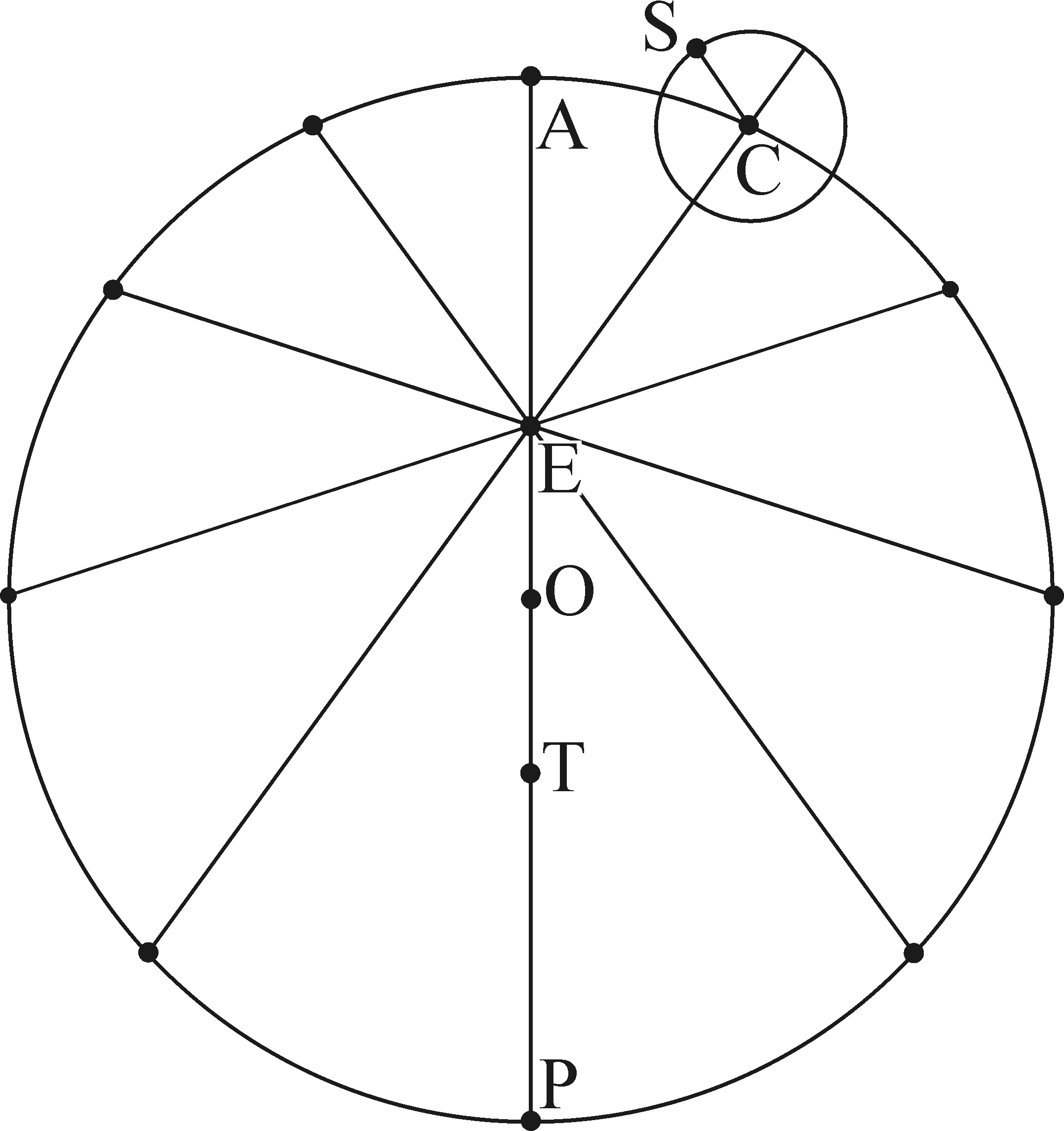
Рисунок 1. Теория бисекции эксцентриситета. Точки на окружности показывают положения планеты через равные промежутки времени. O — центр деферента, T — Земля, E — точка экванта, A — апогей деферента, P — перигей деферента, S — планета, C — средняя планета (центр эпицикла)

Астрономы древности и средневековья исходили из принципа, что траектории планет должны являться суперпозицией равномерных круговых движений. Для объяснения попятных движений планет они предполагали, что каждая планета движется по малой окружности (эпициклу), центр которой (средняя планета), в свою очередь, перемещается вокруг Земли по большой окружности (деференту). Необходимость объяснения зодиакального неравенства заставила Клавдия Птолемея (II век н. э.) предположить, что движение средней планеты выглядит равномерным при наблюдении не из центра деферента, но некоторой точки, которая и называется эквантом, или уравнивающей точкой. При этом Земля также находится не в центре деферента, а смещена в сторону симметрично точке экванта относительно центра деферента (см. рисунок). Эта модель называется теорией бисекции эксцентриситета, поскольку в ней отрезок, соединяющий Землю и эквант, делится центром деферента на две равные части. В теории Птолемея угловая скорость центра эпицикла относительно экванта неизменна, а при наблюдении из центра деферента угловая скорость центра эпицикла при движении планеты меняется. Также не остается неизменной и линейная скорость средней планеты: чем ближе к Земле, тем она больше. Расстояние {\displaystyle r} и линейная скорость {\displaystyle v} средней планеты в апогее и перигее связаны между собой как {\displaystyle r_{a}v_{a}=r_{p}v_{p}}, где индексы {\displaystyle a} и {\displaystyle p} относятся к апогею и перигею соответственно.
Параметры теории экванта Птолемей для каждой из планет определил исходя из астрономических наблюдений.
Умелый подбор положения экванта позволил Птолемею довольно точно смоделировать видимое неравномерное движение планет.
Большинство историков астрономии приписывает авторство теории бисекции эксцентриситета и само введение понятия экванта самому Птолемею. Однако в последнее время появились основания считать, что основы этой теории были заложены древнегреческими астрономами предшествующего периода (см. ниже).

## Теория экванта у средневековых мусульманских астрономов

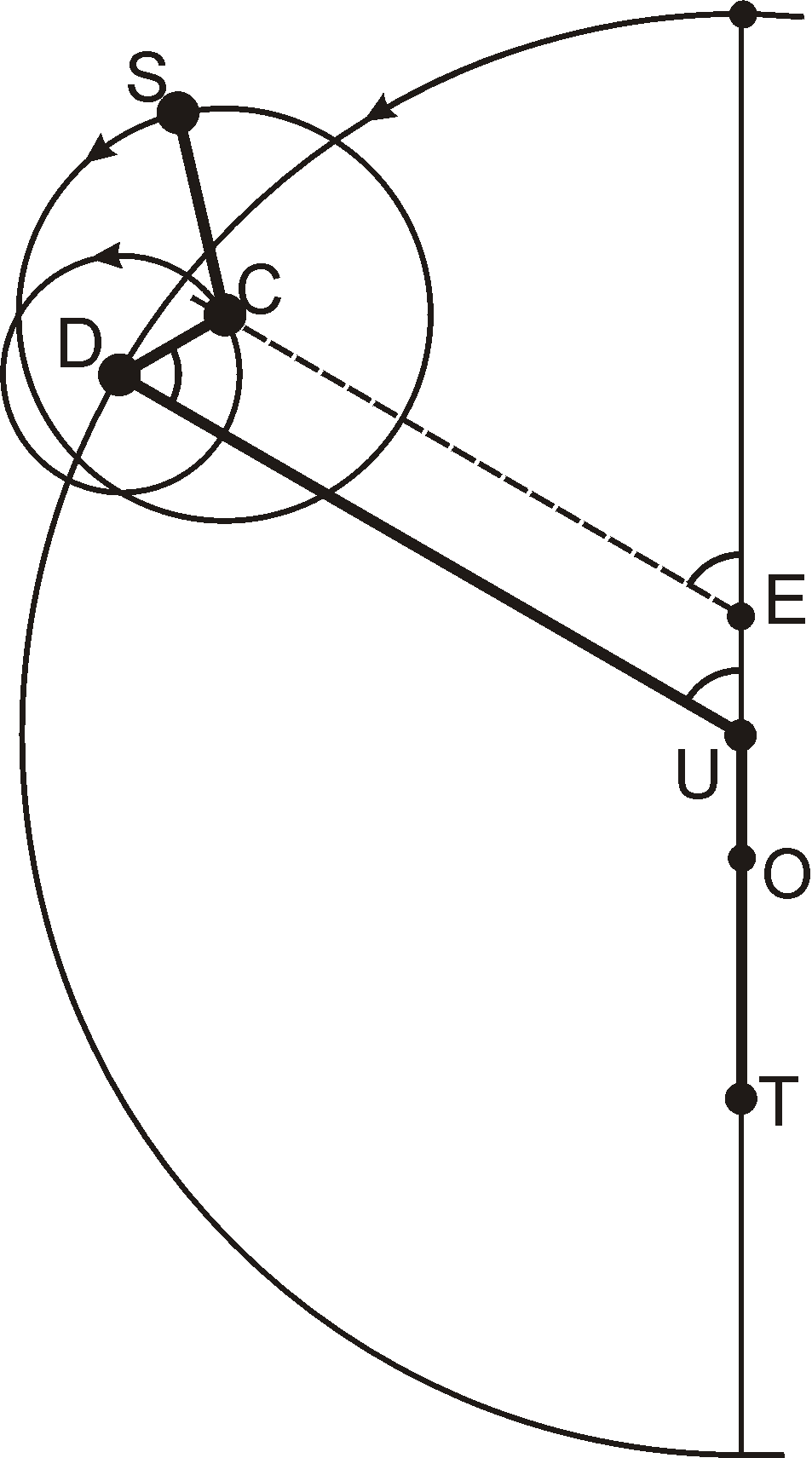
Движение планеты согласно теории ал-Урди. Положение планеты задается шарниром TUDCS

Концепция экванта была удачным, хотя и искусственным, математическим приёмом, однако она резко диссонировала с общей идеологией античной астрономии, согласно которой все движения на небесной сфере являются равномерными и круговыми. В средние века была отмечена ещё одна трудность, имеющая чисто физический характер: движение средней планеты по деференту представлялось как вращение некоторой материальной сферы (в которую была встроена ещё одна, малая сфера, вращение которой представляло движение планеты по эпициклу). Однако, как отмечали многие средневековые исламские астрономы (начиная с ибн ал-Хайсама, XI век), совершенно невозможно представить себе вращение твердого тела вокруг оси, проходящей через её центр, чтобы скорость вращения была неизменной относительно некоторой точки за пределами оси вращения.
С целью преодоления этой трудности астрономами стран ислама были разработаны ряд моделей движения планет, альтернативных птолемеевской (хотя они также были геоцентрическими). Первые из них были разработаны во второй половине XIII века астрономами знаменитой Марагинской обсерватории, благодаря чему и вся деятельность по созданию нептолемеевских планетных теорий иногда называется Марагинской революцией. В числе этих астрономов были организатор и первый директор этой обсерватории Насир ад-Дин ат-Туси, его ученик Кутб ад-Дин аш-Ширази, главный конструктор приборов этой обсерватории Муаййад ад-Дин ал-Урди и другие. Эту деятельность продолжили восточные астрономы более позднего времени: Мухаммад ибн аш-Шатир (Сирия, XIV в.), Мухаммад ал-Хафри (Иран, XVI в.) и др.
Согласно этим теориям, движение относительно точки, соответствовавшей птолемеевскому экванту, выглядело равномерным, но вместо неравномерного движения по одной окружности (как это имело место у Птолемея) средняя планета двигалась по комбинации равномерных движений по нескольким окружностям. Поскольку каждое из этих движений было равномерным, оно моделировалось вращением твёрдых сфер, что устраняло противоречие математической теории планет с её физическим фундаментом. С другой стороны, эти теории сохраняли точность теории Птолемея, поскольку при наблюдении из экванта движение по-прежнему выглядело равномерным, а результирующая пространственная траектория средней планеты практически не отличалась от окружности.
Так, в теории ал-Урди (принятой также аш-Ширази) центром деферента планеты является точка U, расположенная посередине между птолемеевым центром деферента O и эквантом E. По деференту равномерно движется точка D, являющаяся центром вспомогательного эпицикла, по которому равномерно движется точка C, являющаяся центром основного эпицикла планеты, то есть средней планетой. Сама планета S движется по второму, основному эпициклу. Скорости движения по деференту и малому эпициклу подобраны таким образом, чтобы четырёхугольник UECD оставался равнобедренной трапецией. Поскольку центр малого эпицикла D движется по деференту равномерно, угол между отрезком CE (соединяющим среднюю планету и эквант) и линией апсид ТО также изменяется равномерно, то есть движение средней планеты из точки экванта выглядит равномерным. Траектория средней планеты C слегка отличается от окружности, но это отличие настолько мало, что отличие положения планеты в теории ал-Урди от теории Птолемея заведомо не может быть обнаружено при наблюдениях невооруженным взглядом.

## Теория экванта у астрономов Нового времени

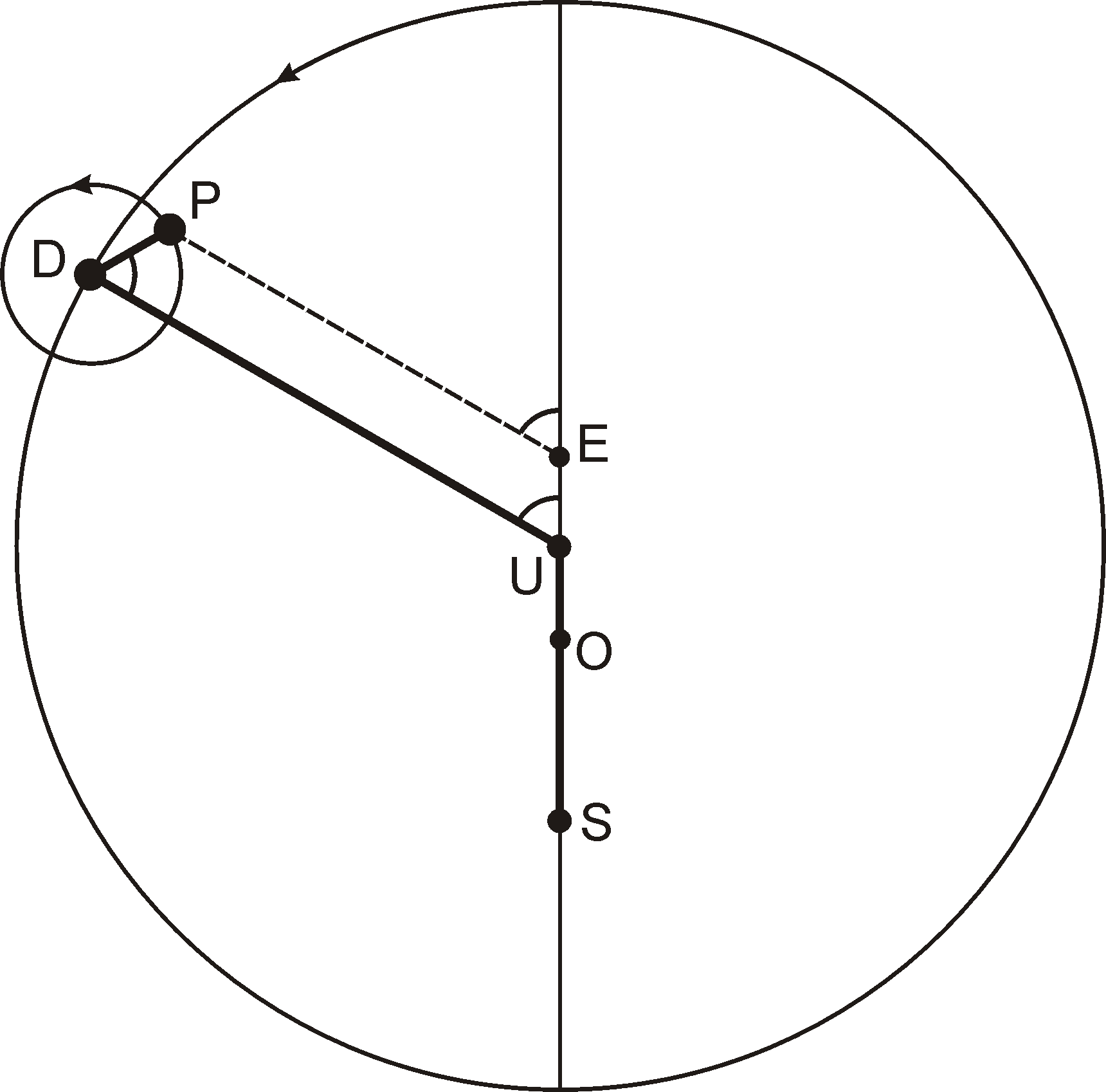
Теория движения внешних планет у Коперника. S — Солнце, P — планета, E — точка экванта, U — центр орбиты планеты. Четырёхугольник UEDP оставался равнобедренной трапецией. Движение планеты из точки экванта выглядит равномерным (угол между отрезком EP и линией апсид SО изменяется равномерно)

Как полагают некоторые историки науки, именно желание избавиться от неравномерности в движении планет, связанной с эквантом, побудило Николая Коперника заняться разработкой гелиоцентрической системы мира. Для объяснения зодиакального неравенства он применял те же геометрические построения, что и средневековые исламские астрономы. Так, его теория движения внешних планет (изложенная в книге «О вращениях небесных сфер») идентична теории движения средней планеты в модели ал-Урди, с тем отличием, что движение происходит вокруг Солнца, а не Земли. Не исключено, что Коперник знал об этих моделях, хотя возможные пути проникновения этой информации в Европу пока неясны.
Учёные XVI века считали главным достижением Коперника не гелиоцентрическую систему мира, а строгое соблюдение принципа равномерных круговых движений. Тем не менее, рассматривались и иные способы объяснения зодиакального неравенства. Так, астрономы, работавшие в обсерватории Тихо Браге (особенно Лонгомонтан) отметили, что высокой точности определения долготы планеты можно достичь, если предположить, что расстояния от Земли и от экванта до центра деферанта не равны друг другу, а относятся как 5/3.
Дальнейшее развитие планетной теории связано с именем Иоганна Кеплера. На ранних стадиях работы над обработкой наблюдений Тихо Браге он рассматривал разные варианты теории экванта (бисекцию эксцентриситета, теорию Браге-Лонгомонтана), но не для движения центров планетных эпициклов вокруг Земли, а для движения планет и Земли вокруг Солнца. Однако в конечном итоге он пришел к своим знаменитым законам движения планет, дав тем самым окончательное решение проблемы зодиакального неравенства. Впрочем, достижения Кеплера не сразу стали известными всем астрономам, и многие из них по-прежнему рассматривали теорию экванта. Это относится, например, к Исааку Ньютону на ранних стадиях его работы над планетной теорией.

## Теория движения планет у средневековых индийских астрономов и генезис теории экванта

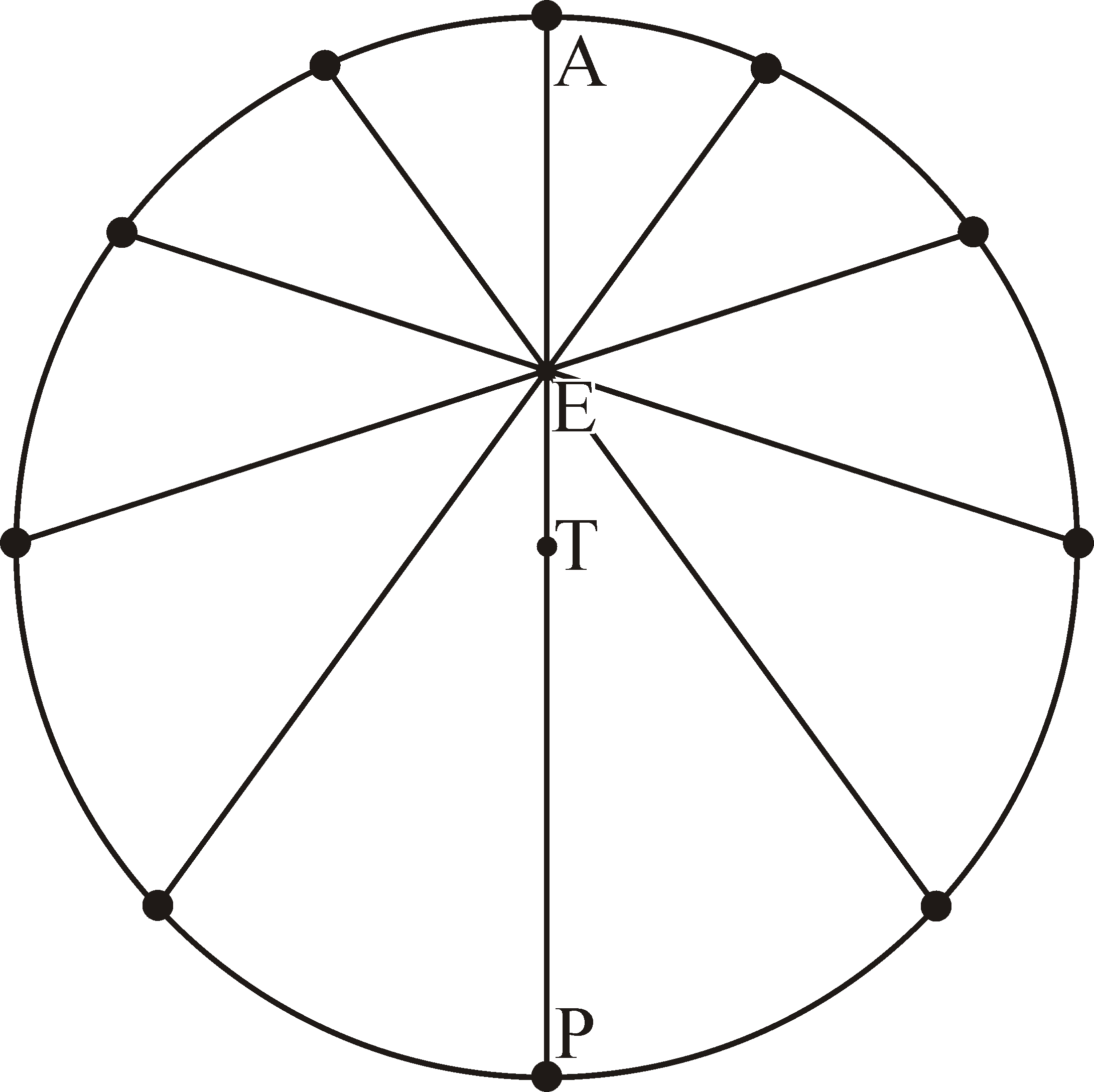
Концентрический эквант. E — точка экванта, T — Земля. Точки на окружности показывают положение светила через равные промежутки времени

Основная линия развития астрономии проходит от древних греков через средневековых астрономов ислама к европейским астрономам Нового времени. Параллельно ей происходило развитие теории движения планет в средневековой Индии. Величайшим из индийских астрономов был Ариабхата (V век н. э.). Для вычисления положения планет на небе он использовал своеобразную модификацию теории эпициклов. Как впервые показал Бартель ван дер Варден, эта теория математически эквивалентна птолемеевой теории бисекции эксцентриситета. Эта точка зрения получила поддержку в трудах ряда современных историков науки. С другой стороны, при моделировании движения Солнца и Луны индийские астрономы использовали теорию, эквивалентную теории концентрического экванта, в которой Земля находится в геометрическом центре орбиты светила, но скорость движения светила меняется таким образом, что его движение выглядит равномерным при наблюдении из точки, смещенной относительно его центра, то есть экванта. Как полагают большинство современных исследователей, индийская астрономия непосредственно базируется на греческой астрономии доптолемеева (и даже догиппархова) периода, поэтому выглядит обоснованным предположение, что эти теории в конечном итоге базируются на не дошедших до нас теориях греческих астрономов. Если это так, то представляется вполне естественной точка зрения ван дер Вардена, что понятие об экванте и теория бисекции эксцентриситета являются достижениями не Птолемея, а астрономов более раннего времени.

## Уравнение движения точки по теории экванта
При наблюдении из центра деферента угол α между центром эпицикла и эквантом (угол EOC на рисунке 1) зависит от времени t согласно формуле
{\displaystyle \alpha (t)=\Omega t-\arcsin \left({\frac {E}{R}}\sin(\Omega t)\right)}
где Ω — средняя угловая скорость планеты, E — расстояние от экванта до центра деферента, и R — радиус деферента.